# Under Secretary of State for Political Affairs

Siegel des US-Außenministeriums

Der Under Secretary of State for Political Affairs (Staatssekretär im Außenministerium für politische Angelegenheiten) nimmt innerhalb des US-Außenministeriums nach dem Außenminister und den beiden Vizeaußenministern den vierten Rang ein.

## Geschichte des Amtes

Organigramm: Die administrative Gliederung des Außenministeriums (englisch)

Die politischen Referate unterstanden anfangs seit 1949 einem stellvertretenden Staatssekretär für politische Angelegenheiten (Deputy Under Secretary for Political Affairs). Vor der Schaffung der Position des Under Secretary of State for Political Affairs im August 1959 unterstützte der Deputy Under Secretary for Political Affairs den Außenminister und den Vizeaußenminister in der Formulierung und Ausführung der US-Außenpolitik. Nach August 1959 fungierte der Deputy Under Secretary for Political Affairs dann als ein Mittler für interministerielle Beziehungen, insbesondere für politisch-militärische Angelegenheiten. 1969 wurde die Position des Deputy Under Secretary for Political Affairs abgeschafft und eine neue Unterabteilung für politisch-militärische Angelegenheiten (Bureau for Politico-Military Affairs) geschaffen, das heute einem anderen Unterstaatssekretär untersteht, und zwar dem Unterstaatssekretär im Außenministerium für Rüstungskontrolle und Internationale Sicherheitsangelegenheiten (Under Secretary of State for Arms Control and International Security Affairs).
Während der Außenminister und der Vizeaußenminister von politisch ernannten Personen besetzt werden, wird die Position des Unterstaatssekretärs für politische Angelegenheiten in der Regel, aber nicht immer, von einem Karrierediplomaten des auswärtigen Dienstes (US Foreign Service) eingenommen, wodurch der Amtsinhaber zum ranghöchsten Diplomaten des auswärtigen Dienstes wird.
Der Unterstaatssekretär ist als Leiter der Abteilung für politische Angelegenheiten verantwortlich für die Leitung der Tagesgeschäfte für regionale und bilaterale politische Angelegenheiten. Ihm unterstehen die jeweils von einem Assistant Secretary of State geleiteten Unterabteilungen für Afrika (Bureau of African Affairs), Ostasien und Pazifikraum (Bureau of East Asian and Pacific Affairs), Europa und Eurasien (Bureau of European and Eurasian Affairs), den Nahen Osten (Bureau of Near Eastern Affairs), Süd- und Zentralasien (Bureau of South and Central Asian Affairs), die Westliche Hemisphäre (Bureau of Western Hemisphere Affairs) und Internationale Organisationen (Bureau of International Organization Affairs). Die jeweiligen Assistant Secretaries beraten den Under Secretary of State for Political Affairs bei der Arbeit der diplomatischen Auslandsvertretungen im Rahmen der regionalen politischen Ausrichtung.

## Liste der Under Secretaries for Political Affairs
| Image | Name                          | Bundesstaat          | Ernennung          | Beginn der Amtszeit | Ende der Amtszeit |
| ----- | ----------------------------- | -------------------- | ------------------ | ------------------- | ----------------- |
|       | Robert Daniel Murphy          | Wisconsin            | 12. August 1959    | 14. August 1959     | 3. Dezember 1959  |
|       | Livingston Tallmadge Merchant | District of Columbia | 1. Dezember 1959   | 4. Dezember 1959    | 31. Januar 1961   |
|       | George Crews McGhee           | Texas                | 29. November 1961  | 4. Dezember 1961    | 27. März 1963     |
|       | William Averell Harriman      | New York             | 4. April 1963      | 4. April 1963       | 17. März 1965     |
|       | Eugene Victor Debs Rostow     | Connecticut          | 13. Oktober 1966   | 14. Oktober 1966    | 20. Januar 1969   |
|       | Ural Alexis Johnson           | Kalifornien          | 7. Februar 1969    | 7. Februar 1969     | 1. Februar 1973   |
|       | William James Porter          | Massachusetts        | 2. Februar 1973    | 2. Februar 1973     | 18. Februar 1974  |
|       | Joseph John Sisco             | Maryland             | 11. Februar 1974   | 19. Februar 1974    | 30. Juni 1976     |
|       | Philip Charles Habib          | Kalifornien          | 16. Juni 1976      | 1. Juli 1976        | 1. April 1978     |
|       | David Dunlop Newsom           | Kalifornien          | 13. April 1978     | 19. April 1978      | 27. Februar 1981  |
|       | Walter John Stoessel          | Kalifornien          | 27. Februar 1981   | 28. Februar 1981    | 26. Januar 1982   |
|       | Lawrence Sidney Eagleburger   | Florida              | 11. Februar 1982   | 12. Februar 1982    | 1. Mai 1984       |
|       | Michael Hayden Armacost       | Maryland             | 17. Mai 1984       | 18. Mai 1984        | 2. März 1989      |
|       | Robert Michael Kimmitt        | Virginia             | 2. März 1989       | 2. März 1989        | 23. August 1991   |
|       | Arnold Lee Kanter             | Virginia             | 4. Oktober 1991    | 4. Oktober 1991     | 20. Januar 1993   |
|       | Peter Tarnoff                 | New York             | 11. März 1993      | 11. März 1993       | 18. April 1997    |
|       | Thomas Reeve Pickering        | New Jersey           | 27. Mai 1997       | 27. Mai 1997        | 31. Dezember 2000 |
|       | Marc Isaiah Grossman          | Virginia             | 23. März 2001      | 26. März 2001       | 18. März 2005     |
|       | R. Nicholas Burns             | Massachusetts        | 18. März 2005      | 18. März 2005       | 29. Februar 2008  |
|       | William Joseph Burns          | Maryland             | 29. Februar 2008   | 13. Mai 2008        | 28. Juli 2011     |
|       | Wendy Ruth Sherman            | Maryland             | 21. September 2011 | 21. September 2011  | 2. Oktober 2015   |
|       | Thomas Alfred Shannon         | Virginia             | 12. Februar 2016   | 12. Februar 2016    | 4. Juni 2018      |
|       | Stephen D. Mull               | Pennsylvania         | 5. Juni 2018       | 5. Juni 2018        | 29. August 2018   |
|       | David Maclain Hale            | New Jersey           | 28. August 2018    | 30. August 2018     | April 2021        |
|       | Victoria Jane Nuland          | Virginia             | 29. April 2021     |                     |                   |